# ワイ (タイ)

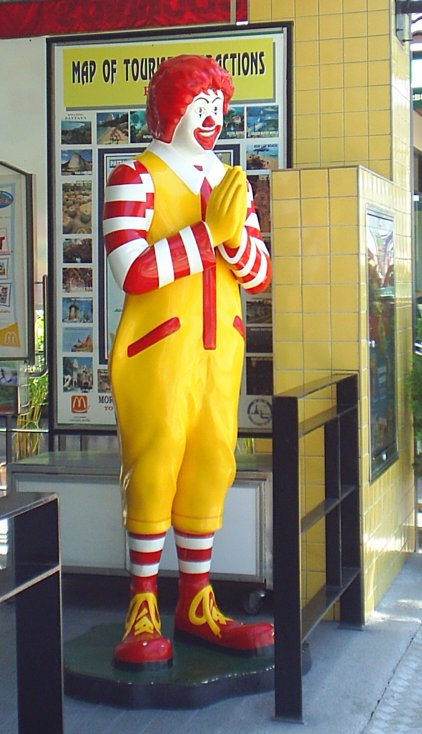
ワイをするロナルド・マクドナルド
（バンコクにて）

ワイ（英語: wai, タイ語: ไหว้）は、タイの伝統的挨拶。先方への敬意を示すもので、合掌してお辞儀をする。東南アジア・南アジアで広く用いられている、合掌による挨拶の一種。
日本もタイと同じく仏教の影響が強いため、合掌の仕草自体は頻繁に用いられているが、ワイは日本のそれとは幾つか異なる要素があり、またタイの文化に重要な位置を占める儀礼のため、行うに当たっては注意を要する。

## 特徴
- 掌を完全に合わせるのではなく、中を少し膨らませる。これはワイが、仏教と縁の深い蓮花の蕾を模していることによる。
- 挨拶としては、挨拶語「サワッディー」を伴うことが多い。
- 合掌の位置が上であるほど、またお辞儀が深いほど敬意の高さを表す。親指を鼻に限りなく近づけるのが最高の作法とされる。
- ワイはあくまで若年者や社会的地位が低い者が年長者や目上の者に対して行うものである。従って、先方が明白に年下だったり、サービス業の店員だったりする場合はこちらから無闇にやるべきではない。相手からワイをされたら微笑するか、軽いワイと会釈をして返す。なお、ビジネスシーンなど双方が初対面や同格の時は、お互いワイをすることもある。
- 相手によってワイをいかに使い分けるかは、今も階級が細かく分かれているタイでは礼儀上非常に重要視されており（タイの階級も参照）、階級以外にも相手との関係（年齢・収入・学歴など）によってワイの作法も異なってくる。子供達は幼稚園の頃からワイのやり方をしっかり躾けられる。
- 日本での合掌のような、感謝やお願い、謝罪の意味は無い。